# كونور ويكهام
كونور ويكهام (بالإنجليزية: Connor Wickham) مواليد 31 مارس 1993 في إنجلترا، هو لاعب كرة قدم إنجليزي يلعب مع كريستال بالاس كمهاجم. مثّل منتخب إنجلترا لكرة القدم.

## مرحلة الشباب

### أندية لعب لها
- نادي ريدينغ
- إيبسويتش تاون

## المسيرة الاحترافية

### أندية لعب لها
- إيبسويتش تاون
- نادي سندرلاند
- كريستال بالاس

## روابط خارجية
- كونور ويكهام على موقع الاتحاد الأوربي (الإنجليزية)
- كونور ويكهام على موقع قاعدة بيانات كرة القدم.إي يو (الإنجليزية)
- كونور ويكهام على موقع Soccerbase.com (لاعب) (الإنجليزية)
- كونور ويكهام على موقع Soccerway.com (الإنجليزية)
- كونور ويكهام على موقع عالم كرة القدم.نت (الإنجليزية)
- كونور ويكهام على موقع AS.com (الإسبانية)